# グルクロニド

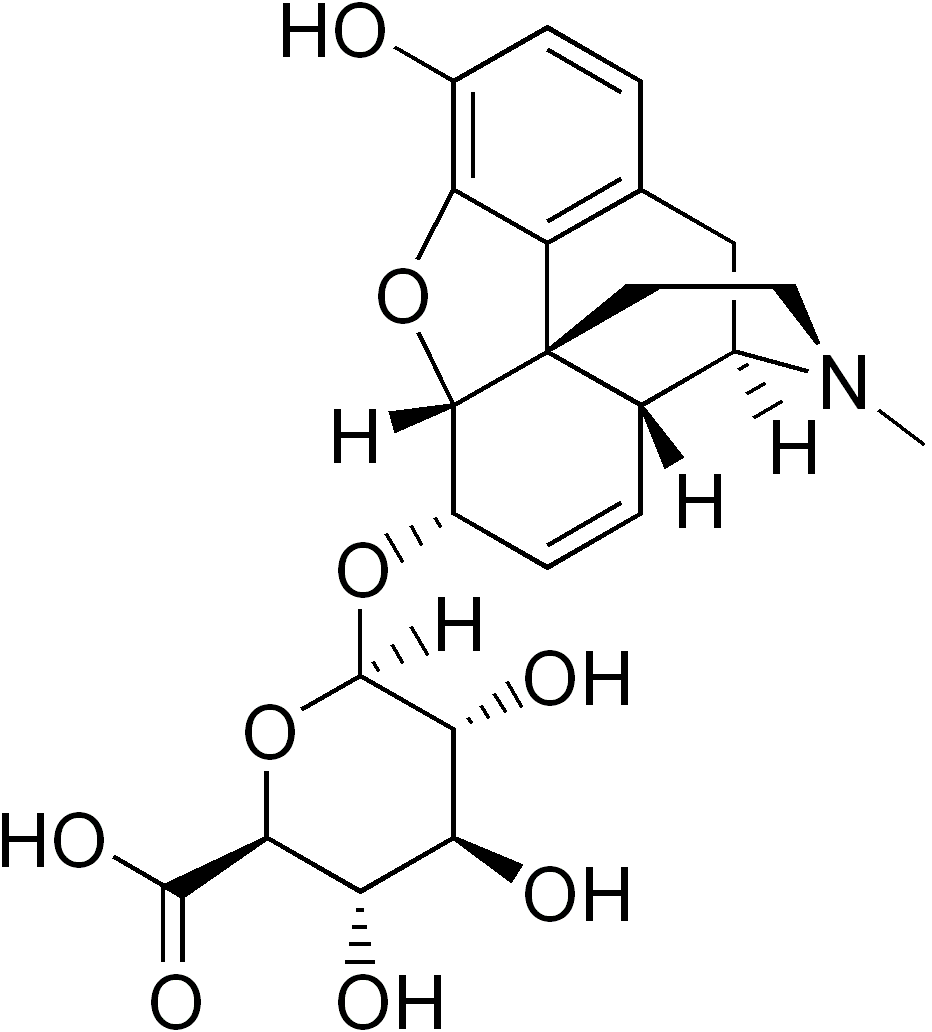
モルヒネの主要な代謝物であるモルヒネ-6-グルクロニド

グルクロニド(英: Glucuronide、または、グルクロノシド、英:  Glucuronoside)は、グルクロン酸がグリコシド結合で他の物質と結合して生成する物質である。グルクロニドは、配糖体の一種である。
化学物質がグルクロニドに変換されるグルクロン酸化は、動物が毒物、薬品、その他エネルギー源とならない物質を排出するのを助けるために行われる。グルクロン酸が結合して生じたグルクロニドは元の物質に比べて水に対する溶解度が増し、腎臓で排出されやすくなる。
グルクロニドのグリコシド結合を切断する酵素はグルクロニダーゼと呼ばれる。

## 例
- ミクェリアニン（クェルセチン 3-O-グルクロニド）
- モルヒネ-6-グルクロニド
- スクテラリン-7-グルクロニド